# Wer erschoss Salvatore G.?
Wer erschoss Salvatore G.? (Originaltitel: Salvatore Giuliano) ist ein italienischer Spielfilm von Francesco Rosi aus dem Jahre 1962. Der halbdokumentarische Film behandelt die Geschichte des sizilianischen Banditen Salvatore Giuliano und den Gerichtsprozess gegen seine Verbündeten.

## Handlung
Der Bandit Salvatore Giuliano wird 1950 mit mehreren Schusswunden in einem sizilianischen Hinterhof aufgefunden. Nach offizieller Verlautbarung wurde er in einer Schießerei mit den Carabinieri getötet. Anwohner sagen jedoch aus, dass sie erst drei Pistolenschüsse und viel später Schüsse aus einer Maschinenpistole hörten.
In Rückblenden wird Giulianos Vergangenheit aufgearbeitet. 1945 werden Giuliano und seine Bande offiziell zum militanten Arm der Separatistenpartei EVIS erklärt, mit Aussicht auf Amnestie nach Siziliens Unabhängigkeit. Unterstützt wird die Bewegung von den Alliierten und der Mafia. 1946 erhält Sizilien einen autonomen Status, aber Giualiano verbleibt in der Illegalität, ist verstrickt in Entführungen und Erpressung. Zunächst noch als Volksheld verehrt, verliert er nach dem Massaker von Portella, bei dem 11 Menschen während einer Versammlung von Anhängern der Kommunistischen Partei getötet werden, an Rückhalt in der Bevölkerung. Nach und nach werden Giulianos letzte Vertraute verraten oder erklären sich zur Zusammenarbeit mit den Behörden bereit. Sein engster Vertrauter Gaspare Pisciotta erschießt ihn bei einem Treffen. Die in der Nähe wartenden Carabinieri stellen seinen Tod als Folge eines Schusswechsels hin.
In einem Gerichtsverfahren werden Pisciotta und weitere Bandenmitglieder wegen Beteiligung am Massaker von Portella zu lebenslanger Freiheitsstrafe verurteilt. Pisciotta beschuldigt Mitglieder der Mafia und der Behörden, Giuliano mit dem Massaker beauftragt zu haben. 1954 wird Pisciotta im Gefängnis vergiftet. Der Film endet 1960 mit der Ermordung eines Mafiamitglieds, das mit den Behörden zusammengearbeitet hatte.

## Hintergrund
Rosi vermied es, den Mythos vom Volkshelden wieder aufleben zu lassen. Nach Giulianos Tod kamen nach und nach immer mehr Tatsachen über seine Zusammenarbeit mit der Mafia ans Tageslicht und an diesen Tatsachen orientiert sich der Film. Rosi drehte an Originalschauplätzen und mit Laiendarstellern, die Giuliano noch persönlich kannten und den Anschlag am 1. Mai selbst miterlebt hatten. In die Handlung des Films wurden Zeitungsberichte, Interviews und Zeugenaussagen eingespielt. Während seiner Recherchen und der Dreharbeiten erhielt Rosi mehrmals anonyme Morddrohungen.

## Kritiken
„Das komplizierte Geflecht der Beziehungen zwischen dem Banditen, der Mafia und ihren Hintermännern klärt der eindrucksvolle Film nicht restlos auf, leistet aber einen künstlerisch wie gesellschaftspolitisch bedeutenden Beitrag zu einem Kapitel aus der unruhigen Geschichte Siziliens. Darüber hinaus ist der Film bedeutsam durch seinen seinerzeit neuen Stil der dokumentarisch-dramatischen Wirklichkeitsrekonstruktion.“

## Auszeichnungen
- Berlinale 1962: Silberner Bär für die beste Regie
- Italien 1963: Filmpreise für die beste Regie, die beste Kamera und die beste Filmmusik sowie das Nastro d’Argento der italienischen Journalistenvereinigung